# Строево (Курганская область)
Стро́ево — село в Варгашинском районе Курганской области. Входит в состав Южного сельсовета.

## География
Расположено на восточном берегу озера Строево,  в 23 км (25 км по автодороге) к юго-востоку от райцентра р. п. Варгаши и в 45 км (64 км по автодороге) к юго-востоку от города Кургана.

### Часовой пояс
Строево, как и вся Курганская область, находится в часовой зоне МСК+2. Смещение применяемого времени относительно UTC составляет +5:00.

## История
Село Строево основано в 1847 году как Саламатовский Участок (Строевский) при озере Строево, тогда крестьяне-переселенцы из Псковской губернии, на облюбованном ими месте, стали строить новое село.
В 1869 году в 108 домах деревни Саламатовский Участок (Строевский проживало 293 мужчины и 294 женщины.
В 1916 году, согласно переписи Тобольской губернии Курганского округа Строево ещё пишется как Саламатовский Участок (Строевский), дворов стало 135.
До Революции д. Саламатовское (Строево) относилось к Саламатовской волости Курганского уезда Тобольской губернии.
В июне 1918 года установлена белогвардейская власть.
18 августа 1919 года красные 241-й Крестьянский и 242-й Волжский полки с боем форсировали р. Тобол у с. Утятского.  На рассвете 20 августа 1919 года, красноармейцы 37-го полка переправились через Тобол у с. Бараба. Отступление белых шло с боями и к вечеру 21 августа 1919 года, белый 11-й Сенгилеевский полк занял оборону у д. Новомарково. Три сотни 4-го Эткульского пешего казачьего полка расположились цепями по западной окраине д. Старомарково, выдвинув свою заставу в сторону д. Пестерево. С юга, от д. Новомарково до дороги из д. Козлово в д. Спорное, оборону позиции держал белый 9-й Симбирский полк (около 180 штыков и 4 пулемёта). Ещё южнее, у деревень Могильная и Строево, находились 1-й Волжский полк (около 100-120 штыков и 6 исправных пулемётов) и 3-й Симбирский егерский батальон (около 80 штыков с 4 пулемётами). Правее, линию фронта держали остатки 1-го Самарского егерского батальона (170 штыков и 3 пулемёта). Позади д. Строево, на позиции встали лёгкая и гаубичная батареи. Штаб белой 3-й Симбирской дивизии остановился в д. Банниково. К вечеру 22 августа 1919 года по дороге из д. Малодубровное двигалась колонна головного красного батальона 241-го Крестьянского полка. За его правым флангом, уступом шёл батальон 242-го Волжского полка, а в резерве — батальон красноармейцев 243-го Петроградского полка. Оставив свои позиции у д. Строево, части 3-й Симбирской дивизии отошли. Их отступление прикрывал белый Волжский драгунский полк. Заметив неприятеля, приданная драгунам Волжская конная батарея открыла огонь. Вскоре развернулась красная 5-я Смоленская батарея. Едва её орудия дали несколько выстрелов, и оставив свои позиции, белые драгуны начали отход. Вслед за ними, в д. Спорное вошла пешая разведка 241-го Крестьянского полка. Развивая наступление, красные разведчики вместе с пушечным бронеавтомобилем «Интернационал», в наступившей уже темноте двинулись на д. Строево. Появление бронированной машины, оказало мощное психологической воздействие. После короткого сопротивления, белые драгуны отошли. Всего, за 21 и 22 августа 1919 года, полками 3-й красной бригады было взято в плен 3 офицера и 293 солдата. С утра 23 августа 1919 года красный 241-й Крестьянский полк выступил из д. Строево, прошёл д.Зарубино (Банниково), с боями занял деревни Копай-1, Копай-2 и Плоское, а к вечеру подошёл к д. Слободчиково; 242-й Волжский полк у д. Дубровное атаковал оборону 2-го батальона 46-го Исетского полка.
1 сентября 1919 года началась последняя крупная наступательная операция Русской Армии адмирала А. В. Колчака. 23 сентября 1919 года на участке красной 2-й бригады 26-й дивизии, 230-й Старорусский полк Кубасова, при поддержке прибывшей к нему 2-й Симбирской конной батареи, занимал позиции в 2,5 километрах восточнее д. Саламатной, 231-й Сводный полк Долгополова, с прибывшей к нему 1-й Путиловской батареей, занимал позиции в 2 километрах восточнее д. Банниково (Зарубино). В резерве бригады в д. Саламатной стоял красный 229-й Новгородский полк Кочеткова с 7-й Ленинской батареей. Штаб комбрига В.К. Путны расположился в д. Строево. 24 сентября 1919 года красный 230-й Старорусский полк выступил через д. Мал. Покровку (Хохлы) на д. Речное. За ним в резерве двигался батальон 229-го Новгородского полка. Бой начался в 4 километрах западнее д. Покровки. Красноармейцы 230-го полка сбили передние цепи белых, после чего двинулись вперёд, имея связь вправо с 228-м полком. Вскоре, деревня Покровка была ими занята. При этом, были взяты пленные из 25-го Екатеринбургского и 44-го Кустанайского полков. К вечеру на участке 230-го Старорусского полка начался сильный артиллерийский бой. Белая артиллерия хорошо пристрелялась к д. Малопокровке и занимавшим её красным цепям, заставив их оставить деревню и отойти на новую позицию в 1-1,5 километрах западнее неё. С утра 25 сентября 1919 года 230-й Старорусский полк начал отходить к д. Дундино, а белые 1-я Самарская и 13-я Сибирская дивизии стали наступать на д. Копай-2, где оборонялись 231-й Сводный полк и 2-й батальон 229-го Новгородского полка. Под угрозой окружения, понеся очень тяжёлые потери в комсоставе и оставшись практически без патронов, красные 229-й Новгородский и 231-й Сводный полки отошли в сторону д. Банниково (Зарубино). Преследуя красных, белые 1-я Самарская и 13-я Сибирская дивизии заняли д. Зарубино, а белые Травниковский казачий дивизион (150 сабель) и 3-й Ставропольский полк заняли с. Саламатное. 26 сентября 1919 года красный 231-й Сводный полк Долгополова, с уцелевшим взводом 2-й Симбирской конной батареи и эскадроном 26-го кавдивизиона, был оставлен оборонять д. Строево. Главные же силы бригады – 230-й Старорусский Кубасова и 229-й Новгородский Кочеткова полки, с 1-й Путиловской батареей и эскадроном 26-го кавдивизиона к вечеру сосредоточились в д. Дубровное. Штаб бригады перешёл в д. Старомарково. При этом, шедший к месту сосредоточения красный батальон 229-го Новгородского полка, не имея патронов, не смог сбить небольшой отряд белой конницы, занимавшей д. Дубровное. Лишь подход всей бригады позволил занять деревню. По докладу Путны, под его командованием осталось не более 400 штыков. 27 сентября 1919 года стали наступать белые 50-й Арский полк полковника Шимановского и 13-й Казанский егерский батальон. После 4-5 часов боя, расстреляв все патроны, красноармейцы оставили свои позиции восточнее д. Дубровной и отошли на д. Старомарково. Красный 231-й Сводный полк, с утра занимал позиции в 3-4 километрах восточнее д. Строево. В полдень, на него стала наступать белая 13-я Сибирская дивизия, пополненная несколько десятками человек из обозных солдат. Её атаку поддерживали 3 лёгких и 1 тяжёлое орудие 13-го Сибирского артдивизиона. 50-й Сибирский полк состоял всего из двух рот, в которых насчитывалось 40-50 штыков при 7 пулемётах. Тем не менее, 231-й Сводный полк, в котором так же оставалось всего 120 штыков, оставил д. Строево и отступил на д. Спорное. 28—29 сентября 1919 года продолжались упорные бои за Дубровное и Спорное. 30 сентября 1919 года красные начали отход за Тобол.
В ночь на 14 октября 1919 года, красные перешли в наступление по всему фронту. С 20 октября 1919 года, начался завершающий этап, сколько-нибудь серьёзного сопротивления белых на участке красной 26-й дивизии. Развивая наступление, около полудня, батальон красного 234-го полка, занял д. Строево, после короткого боя с арьергардом Волжской кавбригады. К вечеру, части 232-го имени Облискомзапа полка, подошли на 2 километра к с. Дубровному, где вели бой с белым 1-м Самарским егерским батальоном и 1-м Волжским полком.
В 1919 году образован Строевский сельсовет. Решением Курганского облисполкома № 710 от 15 июля 1953 года с 14 июня 1954 года объединён с Саламатовским и Дундинским сельсоветами в Саламатовский сельсовет. Решением Курганского облисполкома № 22 от 23 января 1967 года Саламатовский сельсовет переименован в Строевский сельсовет. Центр сельсовета перенесён из с. Саламатовского в с. Строево.
В 1938—1949 гг. на территории Строевского сельского совета находился колхоз «Красный броневик». Затем в деревнях Строево и Банниково-1 был колхоз им. Кирова. 23 декабря 1992 года зарегистрировано ТОО «Строевское» (ИНН 4505000514). 19 декабря 2006 года прекратило деятельность юридического лица в связи с его ликвидацией на основании определения арбитражного суда о завершении конкурсного производства. 
19 апреля  2002 года зарегистрировано ООО «Новый век» (ИНН 4505007502). 18 августа 2009 года прекратило деятельность юридического лица в связи с его ликвидацией на основании определения арбитражного суда о завершении конкурсного производства.
Законом Курганской области от 20 сентября 2018 года N 108 Строевский сельсовет объединён с Дубровинским сельсоветом, Дундинским сельсоветом, Медвежьевским сельсоветом и Спорновским сельсоветом в один Южный сельсовет

## Общественно-деловая зона
Около 1930 года образована школа начальной ступени, в 1935 году школа реорганизована в семилетнюю основную школу, с 1961 года — восьмилетняя, с 1985 года — средняя. с 2011 года — МКОУ «Строевская средняя общеобразовательная школа».
В центре села установлен памятник погибшим в годы Великой Отечественной войны. Скульптура солдата с автоматом и девочки с дубовой веточкой.  На постаменте плиты с фамилиями, погибших в годы Великой Отечественной войны.

## Население
| 1869 | 1893 | 1912 | 1926  | 1989 | 2002 | 2010 |
| ---- | ---- | ---- | ----- | ---- | ---- | ---- |
| 587  | ↗846 | ↘779 | ↗1186 | ↘423 | ↗487 | ↘315 |
| 2012 | 2013 | 2014 | 2015  | 2016 | 2017 | 2018 |
| ↘304 | ↘290 | ↘270 | ↘263  | ↘255 | ↗259 | ↘258 |
| 2019 |      |      |       |      |      |      |
| ↘249 |      |      |       |      |      |      |

Национальный состав
- По переписи населения 2002 года проживало 487 человек, из них русские — 96 %.
- По данным переписи 1926 года в д. Строево (Саломатное) проживало 1186 человек, из них русские — 1179 человек, киргизы (казахи) — 7 человек.